# Albéron Ier de Louvain
Pour les articles homonymes, voir Adalbéron.
Albéron Ier de Louvain ou Saint Albéron, né en 1070 et mort le 1er janvier 1128, est prince-évêque de Liège du 1er janvier 1123 au 1er janvier 1128.

## Biographie
Albéron de Louvain est le fils de Henri II de Louvain  et de Adèle, d'une origine inconnue (peut-être une fille d'un comte de Teisterbant, ou Adèle d'Orthen, fille du comte Everard d'Orthen). Il est le frère de Henri III († 1095), comte de Louvain et de Bruxelles, landgrave de Brabant à partir de 1085/1086, Godefroy Ier (° 1060 † 1139), comte de Louvain et de Bruxelles, landgrave de Brabant et duc de Basse-Lotharingie et Ide (° 1077 † 1107/1139), mariée en 1084 à Baudouin II († 1098), comte de Hainaut.
Après la mort suspecte du prince-évêque Frédéric de Namur en 1121, l'empereur Henri V désigna Alexandre de Juliers comme son successeur. Mais Frédéric de Schwarzenburg, archevêque de Cologne, refusa d'ordonner Alexandre, et ainsi le siège resta vacant.
L'année suivante, le concordat de Worms était signé entre l'empereur et le pape Calixte II. En conséquence, Albéron devint le nouvel évêque de Liège en 1123.
Albéron restaura l'ordre au sein de l'évêché avec le soutien de son frère Godefroid, comte de Louvain.
Il fonde l'église Saint-Gilles de Liège en 1124 où il est inhumé.
Il est considéré comme saint catholique (par la vox populi ?) et fêté le 1er janvier.